# Kakataré
Kakataré est un quartier de la ville de Maroua, Région de l'Extrême-Nord Cameroun. Il est situé dans la commune d'arrondissement de Maroua II, subdivision de la communauté urbaine de Maroua.

## Géographie
kakataré est un quartier situé à l'Ouest de la ville de Maroua.

## Population
Kakataré est peuplé au début par des fulbés éleveurs. Le quartier sous l'autorité d'une Chefferie de 3ème. cependant, ce quartier regorge plusieurs groupes ethniques.

## Institutions

### Éducation
Lycée de kakataré créé par le décret N°2010/2047/PM du 12/07/2010 Décision N°508/06/MINESEC/CAB du 11/08/2006.
Ecole publique de Kakataré

### Santé

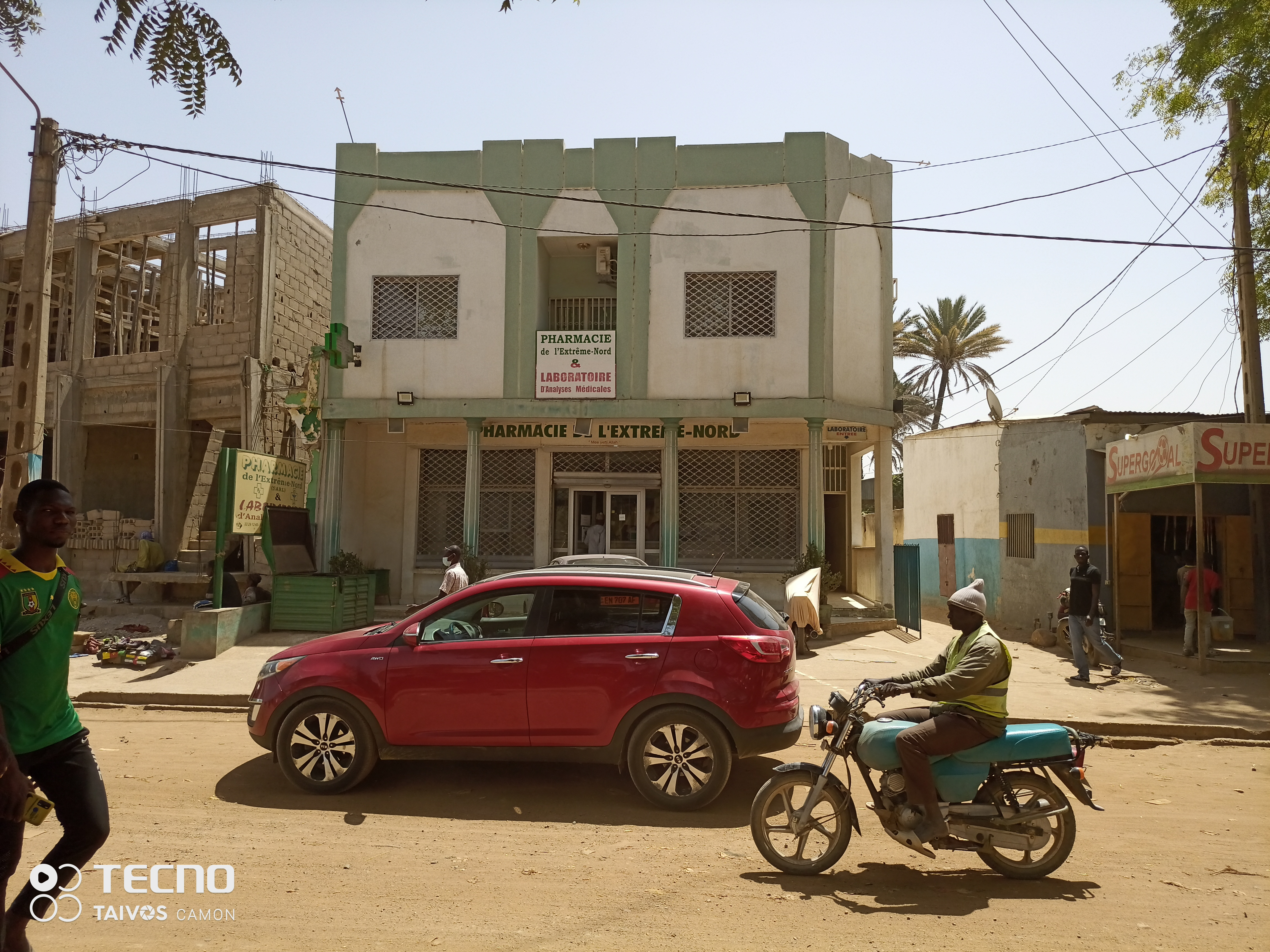
Pharmacie de l'Extrême-Nord à Maroua

Pharmacie de l'Extrême-Nord
Pharmacie Emeraude
Pharmacie Kalio

## COVID-19
Une étude comportementale a été effectuée dans les quartiers de la ville parmi lesquels kakataré.